# Queen High
Queen High é um filme estadunidense de 1930, do gênero musical, dirigido por Fred C. Newmeyer. Baseado no musical Queen High, de 1926, que Buddy DeSylva, Lewis Gensler e Laurence Schwab adaptaram da farsa de Edward Peple, de 1914, A Pair of Sixes.
O filme é estrelado por Charlie Ruggles, Frank Morgan, Ginger Rogers (numa de suas primeiras aparições) e a sapateadora Eleanor Powell. Powell veio da Broadway, onde participava do espetáculo Follow Thru — e um segmento do show foi trazido para o filme. As filmagens ocorreram no Astoria Studios, no Queens.
Embora faça parte dos cerca de 700 filmes que a Paramount vendeu para a Universal Studios, o filme está preservado na Biblioteca do Congresso.

## Elenco
- Charles Ruggles ...  T. Boggs Johns
- Frank Morgan ...  Mr. Nettleton
- Ginger Rogers ...  Polly Rockwell
- Stanley Smith ...  Dick Johns
- Eleanor Powell ... Dançarina (sem crédito)